# Michel Tyszkiewicz
Michał Tyszkiewicz, né le 4 décembre 1828 à Wołożyn en Lituanie (aujourd'hui en Biélorussie) dans une famille des magnats polonais, mort le 18 novembre 1897 à Rome, est un grand collectionneur d'antiquités et fondateur d'un musée privé à Rome.

## Biographie
Il est le petit-fils du colonel comte Michel Tyszkiewicz (1761-1839) qui dirigea le 17e régiment de cavalerie lors de la guerre contre Moscou en 1812 et fut décoré chevalier de la Légion d'honneur par Napoléon Ier. Les richesses artistiques de la famille Tyszkiewicz étaient indiscutables. En 1855, son parent Eustache Tyszkiewicz, éminent archéologue et numismate, fonde à Vilnius le musée des Antiquités, un des premiers musées en Pologne.
Michel Tyszkiewicz concourait avec les plus grands collectionneurs de la seconde moitié du XIXe siècle. Napoléon III comptait parmi ses clients.
Il se fait connaître dans le monde entier grâce à son don de cent quatre-vingt-seize antiquités égyptiennes au musée du Louvre au retour de son voyage en Égypte et en Nubie, en 1862. Son nom est gravé parmi les plus grands donateurs du musée dans la rotonde d'Apollon. Lors de son voyage en Égypte, il obtient une autorisation, très rare à l'époque, d'y mener des fouilles.
Michel Tyszkiewicz, au retour de son voyage en Égypte offre également deux-cent vingt-deux antiquités égyptiennes au musée d'archéologie à Vilnius, mais après l'Insurrection nationale de 1863, tout est spolié par l'Empire russe.
Michel Tyszkiewicz quitte sa terre natale pour vivre entre la France et l'Italie. Il s'installe tout d'abord à Naples, en 1863, dans la superbe villa Lucia sur Vomero, ancienne résidence d'été du roi de Naples. Il mène des fouilles sur les sites archéologiques de Cuma et Baia[Lequel ?]. 
En 1865, il s'installe à Rome où il mène des fouilles personnelles sur la célèbre Via Appia Antica. Une mosaïque remarquable qu'il y découvre se trouve aujourd'hui au musée des Thermes à Rome. Il offre au musée du Vatican un autre monument important, une énorme plaque de marbre portant une très longue inscription. À cette époque, il possède aussi une importante collection de médaillons romains et surtout de bronzes antiques parmi lesquels figure un Hercule du IIIe siècle, acheté plus tard par Napoléon III que ce dernier offre au musée du Louvre.
Tout le monde connaissait à Rome le « Comte Polacco, comme on l'appelait, l'homme à la taille de géant, avec sa longue barbe rousse superbement portée, le grand seigneur bon et affable, l'acheteur le plus passionné et le plus prodigue d'objets antiques ». Ses collections offraient une grande diversité d'objets, comprenant des céramiques, des bronzes, des objets en argent, des bijoux en or, en pierres précieuses, des sculptures avec des camées, des intailles, des objets égyptiens.
Michel Tyszkiewicz meurt le 18 novembre 1897 à Rome.
À la suite de son décès trois-cent-douze pièces d'antiquités qu'il possédait sont vendues aux enchères publiques en juin 1898.
En juin 1901 le fils du comte fait vendre aux enchères publiques cent-trente-et-une pièces de monnaie grecques et romaines.

## Hommage posthume
En décembre 2011, le musée archéologique national de Varsovie a célébré le 150e anniversaire des fouilles égyptiennes de Michel Tyszkiewicz. À cette occasion, une exposition intitulée « Mumie, papirusy, zloto » (« Momies, papyrus, l'or ») y a été organisée à l'initiative du professeur Andrzej Niwinski, archéologue à l'université de Varsovie.

## Publications
- Notes et souvenirs d’un vieux collectionneur, Paris, Ernest Leroux, 1895-1897.
- Pensées d'Aristophane, Platon, Aristote, Pascal, Rousseau, Voltaire, Danton, Robespierre, J. de Maistre, Goethe, Herder, Tocqueville, Lamartine... sur la démocratie et la doctrine socialiste  réunies et publiées par le Cte Michel Tyszkiewicz, Paris,  1906, B. Chenevier, 86 p.lire en ligne sur Gallica
- Documents historiques sur l'Ukraine et ses relations avec la Pologne, la Russie et la Suède (1569-1764) publiés par le Cte Michel Tyszkiewicz, Lausanne, 1919, impr. de A. Bovard Giddey,  75 p. lire en ligne sur Gallica